# Meldola-Blau
Meldola-Blau ist ein blauer Phenoxazin-Farbstoff, dessen Synthese und Eigenschaften erstmals 1879 von Raphael Meldola beschrieben wurden.
Das basische (kationische) 1,4-Oxazin-Derivat liegt als Chloridsalz vor; meist wird jedoch die besser kristallisierende hemi-Zinkchlorid-Verbindung (vergleiche dazu z. B. Brillantkresylblau) isoliert. 

## Vorkommen und Darstellung
Nach der ursprünglichen Vorschrift wird das bei der Nitrosierung von N,N-Dimethylanilin entstehende N,N-Dimethyl-4-nitrosoanilin als Hydrochlorid isoliert und anschließend zu einer Lösung von 2-Naphthol in Eisessig bei 110 °C gegeben.
Beim Abkühlen bilden sich „prachtvolle, lange, bronzefarbene Nadeln, die Kupferglanz zeigen“.
Ein industrielles Verfahren vermeidet die Isolierung der giftigen Nitrosoverbindung und beschreibt die Zugabe einer Suspension der Zwischenstufe in wässrig-alkoholischem Medium zu einer ethanolischen β-Naphthol-Lösung bei 70 °C, die wasserfreies Zinkchlorid enthält. Beim Abkühlen fällt das Doppelsalz von Meldola-Blau mit Zinkchlorid aus.

## Eigenschaften
Meldola-Blau ist als Doppelsalz mit Zinkchlorid ein dunkelgrüner bis schwarzer kristalliner Feststoff, der sich in Wasser in blau-violetter und in Ethanol in dunkelblauer Farbe mit einem Absorptionsmaximum λmax bei 650 nm (in 50 % wässrigem Ethanol) löst. In polaren Lösungsmitteln, wie z. B. Pyridin, Ethylenglycol und  Cellosolve ist Meldola-Blau ebenfalls gut löslich.

## Anwendungen
Meldola-Blau wurde anfangs für einen brauchbaren blauen Textilfarbstoff gehalten; er konnte sich jedoch auch wegen seiner geringen Aufnahme durch Wolle- und Seidenfasern gegenüber dem wesentlich lichtstabileren Indigo nicht behaupten. Seine technischen Anwendungen beschränken sich auf die Färbung von Papier und Leder.
Größere Bedeutung hat Meldola-Blau als redoxaktiver Farbstoff in der Biologie erlangt. Der Farbumschlag von blau in die farblose Leuko-Form bei Elektronenaufnahme (Reduktion) lässt sich zur Bestimmung von reduzierenden Coenzymen, wie z. B. NADH bzw. NADPH und den entsprechenden Dehydrogenasen in wässrigen Lösungen, aber auch auf Trägern (Papierstreifen) oder in Biosensoren einsetzen.